# Amphicoma laosana
Amphicoma laosana is een keversoort uit de familie Glaphyridae. De wetenschappelijke naam van de soort is voor het eerst geldig gepubliceerd in 2007 door Keith.